# Give It 2 Me (Madonna)
Give It 2 Me is de tweede single van de Amerikaanse zangeres Madonna afkomstig van haar album Hard Candy. De single werd op 9 juni 2008 voor het eerst op de radio gedraaid, daarna volgde de release van de cd-single. Het nummer is medegeproduceerd en -geschreven door Pharrell Williams.

## Achtergrondinformatie
Give It 2 Me is het derde nummer op het album. Velen zien Give It 2 Me als het beste lied op het album. Madonna voerde het nummer live op tijdens haar promotieoptredens in New York, Parijs en Maidstone. Vanwege de intensieve choreografie werden enkele regels van het refrein geplaybackt, al dan niet meegezongen met de band.
Het lied werd in 1981 geschreven en was oorspronkelijk bedoeld om op haar eerste album, Madonna te verschijnen. Het lied haalde het echter niet tot het uiteindelijke album, maar is nu, meer dan 20 jaar later, alsnog op een album verschenen. Het is wel opnieuw opgenomen en helemaal 'restyled'.
Give It 2 Me verscheen al een aantal weken voor de releasedatum in de hitlijsten. Deze noteringen waren gebaseerd op downloads. In Canada is reeds nummer 8 bereikt, in België 35, in Noorwegen en Zwitserland 16, in Finland en Frankrijk 14 en in het Verenigd Koninkrijk 73. Op de cd-single staat een remix van de Nederlandse dj Fedde le Grand.
De single kwam op 11 juli in Nederland uit. Een week erna, op 18 juli stijgt Give It 2 Me naar nummer één in de Nederlandse Top 40. Nederland is het eerste land waar die plek bereikt werd.

## Videoclip
Madonna heeft in een Amerikaans televisieprogramma bevestigd dat de videoclip van Give It 2 Me in april 2008 is opgenomen. Pharrell is er ook in te zien; in het nummer heeft hij ook enkele vocalen. Op de set van de videoclip nam Madonna ook een boodschap op voor haar fans, die ze op YouTube zette. Er is ook een promotiefoto verspreid die gemaakt is in de stijl van de videoclip: Madonna in een lange zwarte outfit met allerhande gouden kettingen.

## Hitnotering
| "Give It 2 Me" in de Nederlandse Top 40 - binnen: 29 juni 2008 | "Give It 2 Me" in de Nederlandse Top 40 - binnen: 29 juni 2008 | "Give It 2 Me" in de Nederlandse Top 40 - binnen: 29 juni 2008 | "Give It 2 Me" in de Nederlandse Top 40 - binnen: 29 juni 2008 | "Give It 2 Me" in de Nederlandse Top 40 - binnen: 29 juni 2008 | "Give It 2 Me" in de Nederlandse Top 40 - binnen: 29 juni 2008 | "Give It 2 Me" in de Nederlandse Top 40 - binnen: 29 juni 2008 | "Give It 2 Me" in de Nederlandse Top 40 - binnen: 29 juni 2008 | "Give It 2 Me" in de Nederlandse Top 40 - binnen: 29 juni 2008 | "Give It 2 Me" in de Nederlandse Top 40 - binnen: 29 juni 2008 | "Give It 2 Me" in de Nederlandse Top 40 - binnen: 29 juni 2008 | "Give It 2 Me" in de Nederlandse Top 40 - binnen: 29 juni 2008 | "Give It 2 Me" in de Nederlandse Top 40 - binnen: 29 juni 2008 | "Give It 2 Me" in de Nederlandse Top 40 - binnen: 29 juni 2008 | "Give It 2 Me" in de Nederlandse Top 40 - binnen: 29 juni 2008 | "Give It 2 Me" in de Nederlandse Top 40 - binnen: 29 juni 2008 | "Give It 2 Me" in de Nederlandse Top 40 - binnen: 29 juni 2008 | "Give It 2 Me" in de Nederlandse Top 40 - binnen: 29 juni 2008 | "Give It 2 Me" in de Nederlandse Top 40 - binnen: 29 juni 2008 |
| Week                                                           | 1                                                              | 2                                                              | 3                                                              | 4                                                              | 5                                                              | 6                                                              | 7                                                              | 8                                                              | 9                                                              | 10                                                             | 11                                                             | 12                                                             | 13                                                             | 14                                                             | 15                                                             | 16                                                             | 17                                                             |                                                                |
| -------------------------------------------------------------- | -------------------------------------------------------------- | -------------------------------------------------------------- | -------------------------------------------------------------- | -------------------------------------------------------------- | -------------------------------------------------------------- | -------------------------------------------------------------- | -------------------------------------------------------------- | -------------------------------------------------------------- | -------------------------------------------------------------- | -------------------------------------------------------------- | -------------------------------------------------------------- | -------------------------------------------------------------- | -------------------------------------------------------------- | -------------------------------------------------------------- | -------------------------------------------------------------- | -------------------------------------------------------------- | -------------------------------------------------------------- | -------------------------------------------------------------- |
| Nummer                                                         | 19                                                             | 13                                                             | 8                                                              | 1                                                              | 1                                                              | 1                                                              | 1                                                              | 1                                                              | 1                                                              | 6                                                              | 8                                                              | 8                                                              | 11                                                             | 15                                                             | 22                                                             | 31                                                             | 33                                                             | uit                                                            |